# Iparretarrak
Iparretarrak (« Ceux du Nord », « les Nordistes », en français), est une organisation clandestine armée qui lutte pour l'indépendance du Pays basque. Elle fut fondée au début des années 1970 dans le Pays basque français par quelques militants dont Philippe Bidart. Elle revendique sa première action le 11 décembre 1973. Elle intensifie ses actions dans les années 1980, notamment en utilisant les explosifs. Dans les années 1980, plusieurs membres d'Iparretarrak, dont Philippe Bidart, passent dans la clandestinité. Iparretarrak revendique notamment l'autonomie du Pays basque français.

## Histoire
L'organisation regroupe de jeunes militants abertzale désireux de radicaliser le mouvement nationaliste basque, à l'encontre notamment du parti Enbata jugé trop modéré. Il poursuit plusieurs objectifs principaux en revendiquant explicitement l'usage de la lutte armée :
- la lutte contre la spéculation immobilière au Pays basque pour enrayer l'augmentation du prix des logements[4], en ciblant notamment les agences immobilières et résidences touristiques ;
- la préservation d'un modèle économique diversifié en empêchant une spécialisation du territoire autour du tourisme de masse et la lutte contre le travail précaire des jeunes[5]. Les agences de travail intérimaire sont ainsi fréquemment visées par les actions du groupe ;
- la défense de la langue et de la culture basques[6] en tentant notamment de contrer leur folklorisation par le tourisme avec d'autres acteurs comme Herri Taldeak[7].

Contemporaine d'ETA, l'organisation conserve cependant un fonctionnement autonome,. Elle publie un bulletin interne intitulé Ildo ("Le sillon" en français) dans lequel elle rappelle ainsi en octobre 2000 : « Iparralde fixera et décidera lui-même de la place qu'il occupera dans le Pays Basque de demain ».

## Chronologie
- 11 décembre 1973 : première action armée d'IK avec un attentat à Banca, près de Baigorri (Basse-Navarre, Pyrénées-Atlantiques), à la suite du refus farouche de la direction du centre médico-pédagogique la Rosée de laisser les employés constituer un syndicat. Un commando dérobe les documents comptables de l'établissement et passe à tabac le président du conseil d'administration[11].

- 23 décembre 1977 : première arrestation d'un militant d'IK : Jean-Claude « Xan » Marguirault, au volant d'une voiture volée avec des armes qu'il devait déposer dans un parking. Cette arrestation donne naissance à des comités de soutien. Il est finalement libéré en août 1978. Les « comités Xan » constituent une étape importante du regroupement des composantes « radicales » du mouvement abertzale (« patriote » ou « nationaliste » en basque) du « Pays basque Nord »[2].
- Août 1978 : incendie des locaux de la MIACA (Mission interministériel pour l'aménagement de la côté aquitaine) à Bordeaux[12].
- 29 juin 1979 : attentat contre la sous-préfecture de Bayonne.

- 26 mars 1980 : deux militants d'IK, Dominique « Txomin » Olhagaray et Raymond « Ramuntxo » Arruiz, sont tués par l'explosion accidentelle d'une bombe qu'ils posaient dans la voiture de la femme du sous-préfet sur le parking de l'hôpital de Bayonne[11],[13]. La date marque un saut qualitatif dans l'activité d'IK[14]. La même année, le groupe revendique un attentat contre un casernement de gendarmes à Anglet[12] et contre le siège de la Société des autoroutes de la côte basque[15].

- 26 mars 1981 : « nuit bleue » d'IK (6 attentats à l'explosif).

- avril 1981 : après sa « nuit bleue », IK revendique deux autres attentats : contre une agence de travail temporaire (Printer) à Bayonne[16], et contre l'hélicoptère du président de la Chambre syndicale des fabricants d'espadrilles à Mauléon (Soule, Pyrénées-Atlantiques).

- 1er mai 1981 : IK s'attaque à deux agences de travail intérimaire à Hendaye (Pyrénées-Atlantiques).

- décembre 1981 : arrestation de Xabier Manterola, militant d'IK, inculpé de vol à main armée à la Caisse d'épargne de Saint-Paul-lès-Dax (Landes).

- 19 mars 1982 : à Baigorri, deux CRS, Jackie Bouyer et Bernard Roussarie, sont assassinés dans une embuscade alors qu'ils étaient en patrouille[17],[18]. La police porte ses soupçons sur IK et plus particulièrement sur Philippe Bidart, passé dans la clandestinité en 1981 après un braquage dans les Landes[19]. IK démentira toute responsabilité dans cette action[17] mais Philippe Bidart sera condamné en 1987 pour ces assassinats.

- Premier semestre 1983 : IK revendique deux attentats contre les locaux du Conseil général et l'agence de travail temporaire « Ecco » à Bayonne[20].

- juin 1983 : Opération commando contre une patrouille de gendarmerie, dont le véhicule est détruit à coups d'explosifs  mais n'occasionnant aucun blessé. Xabier Manterola (détenu depuis fin 1981) et Philippe Bidart (recherché) sont jugés par la Cour d'assises de Poitiers pour le braquage de Saint-Paul-lès-Dax. Xabier Manterola est condamné à cinq ans de prison, dont deux avec sursis[7].

- 5 août 1983 : arrestation de Jean-Paul Hiribarren et de Xan Marguirault.

- 7 août 1983 : à Léon (Landes), le gendarme Yves Giummarra est tué par balles et le gendarme Jean-Pierre Plouzeau est gravement blessé après qu'un témoin ait reconnu les terroristes d'IK. Jean-Louis Larre disparaît après cet affrontement. IK accuse les gendarmes de l'avoir assassiné, bien qu'il fût le seul à ne pas avoir tiré sur les gendarmes[21].
- 13 septembre 1983 : attentat à la bombe contre l'office de tourisme de Biarritz[22].

- 10 janvier 1984 : tentative avortée de conférence de presse et arrestation de Betti Bidart (frère de Philippe Bidart), Joanes Borda, Xan Coscarat et Alain Matéo[23].

- 1er mars 1984 : Didier Lafitte est tué d'une balle dans le dos par un policier qui a tiré à une reprise lors de l'arrestation de Gabi Mouesca, recherché à la suite de la fusillade de Léon (tous étaient armés)[24].

- juin 1984 : Gabi Mouesca est condamné à 30 mois d'emprisonnement pour « participation à association de malfaiteurs »[25].

- novembre 1984 : mitraillage de cars de CRS à Anglet (Pyrénées-Atlantiques), attentat contre le syndicat d'initiative de Saint-Jean-Pied-de-Port (Basse-Navarre, Pyrénées-Atlantiques) et contre l'office de tourisme de Saint-Jean-de-Luz (Pyrénées-Atlantiques), destruction de la gendarmerie en construction à Lecumberry (Basse-Navarre, Pyrénées-Atlantiques) et de la résidence secondaire d'un patron souletin.

- 1985 : IK revendique une série d'attentats : plastiquage de la voiture du procureur Mignonat à Bayonne[26], attentats contre les gendarmeries de Mauléon et Saint-Jean-de-Luz, contre la capitainerie du port de plaisance d'Anglet, l'hôtel « Moderne » de Saint-Jean-de-Luz, le palais de justice de Bayonne, la boulangerie du sénateur et président du comité de tourisme départemental Althapé à Lanne (Béarn), le commissariat de la police judiciaire (Bayonne) et un village vacance à Souraïde.

- mars 1986 : nouveau procès pour Gabi Mouesca pour des faits remontant à 1981. Il est cette fois condamné à 3 mois de prison avec sursis. Procès également de Panpi Sainte-Marie, incarcéré depuis janvier 1985 et déjà condamné à 4 ans de prison pour l'attentat contre la gendarmerie de Mauléon, pour l'action contre la gendarmerie de Lekunberri. Il est condamné à 5 ans de prison.

- 3 mars 1986 : « nuit bleue » avec cinq attentats ; explosion du véhicule d'un indicateur de police à Chéraute.

- mai 1986 : Maddi Héguy est condamnée à 4 ans de prison.

- juillet 1986 : arrestation de Pipo Eyherabide, Filipe Arruti et Jean Lopez pour association de malfaiteurs.

- 13 décembre 1986 : un commando d'IK entre dans la prison de Pau et libère deux militants incarcérés : Maddi Heguy et Gabi Mouesca[27].

- mars 1987 : incarcération de Pantxoa Angevin et Xan Ansalas (rédacteur d'Ekaitza).

- mai 1987 : procès de Pipo Eyherabide et de Filipe Arruti. Procès de Philippe Bidart, condamné par contumace à la réclusion à perpétuité pour l'embuscade de Baigorri en mars 1982 où les policiers Jackie Bouyer et Bernard Roussarie ont été assassinés lors d'une patrouille.

- juin 1987 : incarcération de Gabriel Bidart, plus jeune frère de Philippe Bidart.

- 21 juin 1987 : au cours d'une course-poursuite entre des militants d'IK et des agents de la Police des Airs et des Frontières, la militante Maddi Heguy et le policier Roger Latasa[28] sont tués, écrasés par un train[29].

- 6 juillet 1987 : mort de Christophe Istèque à la suite de l'explosion d'une bombe qu'il allait poser ; Patrick Lembeye est grièvement blessé[30]. Incarcération de Jean-Marc Abadie et de Philippe Lescourgues.

- 17 juillet 1987 : IK est dissous par un décret gouvernemental selon la loi du 10 janvier 1936 sur les groupes de combat et milices privées[31].

- août 1987 : contrôlé par une patrouille de gendarmerie à Biscarrosse (Landes) avec sa compagne Lucienne Fourcade, Philippe Bidart tue le gendarme Roger Buschmann et blesse gravement le gendarme Guy Chevanton. Le couple prend la fuite et Philippe Bidart devient « ennemi public numéro 1 »[32], sa traque s'intensifiant. Gabi Mouesca est de nouveau arrêté en compagnie d'Henri Perez dans les Hautes-Pyrénées[33].

- septembre 1987 : incarcération de Xabi Labéguerie.

- novembre 1987 : arrestation de Michel Lavie.

- décembre 1987 : incarcération de Daniel Crouspeyre et Odile Faltxa.

- actions en 1987 : attentats contre les gendarmeries d'Espelette, Ustaritz et Bayonne-Marracq, et contre le syndicat d'initiative de Saint-Palais ; véhicule d'un indicateur de police à Hasparren, et celui d'un gendarme à Mauléon ; perception de Cambo-les-Bains et Iholdy. IK revendique aussi l'action contre Jean Gurruchaga (deux balles dans le genou)[34], indiquant dans son texte que ce dernier appartenait à « certains milieux fascisants», mettant ainsi « en garde les membres de l'extrême droite locale et les notables locaux antibasques qui les poussent à agir»[35].

- 20 février 1988 : arrestation de Philippe Bidart et quatre autres militants d'IK, dont Ttotte Etxebeste, grièvement blessé par une balle de la gendarmerie, lors de son interpellation alors qu'il était armé[36].

- avril 1988 : libération de Xan Ansalas.

- août 1988 : libération de Michel Lavie.

- novembre 1988 : attentat contre le comité de tourisme de Biarritz.

- mars 1989 : arrestations de Xan Coscarat, militant politique d'EMA et membre de l'équipe de l'hebdomadaire Ekaitza.

- mai 1989 : procès de Gabriel « Babi » Bidart, condamné à 3 ans d'emprisonnement avec sursis.

- 12 juin 1989 : libération de Ttotte Etcheveste, ensuite hospitalisé à la Salpêtrière.

- juillet 1989 : procès de Ttotte Etcheveste, condamné à 5 ans d'emprisonnement dont 2 avec sursis.

- 6 décembre 1989 : incarcération de Xan Ansalas et Daniel Harotzaren (militants EMA), inculpés dans le cadre de la conférence de presse clandestine d'Iparretarrak en novembre 1989.

- 1989 : procès à Paris de Michel Lavie, condamné à 18 mois d'emprisonnement, dont 12 avec sursis ; procès d'Odile Faltxa, Daniel Crouspeyre (tous deux condamnées à 2 ans de prison dont 1 an avec sursis), Patrick Lembeye et Filipe Lesgourgues (condamnés à 5 ans de prison). IK revendique des attentats contre l'hôtel des impôts de Bayonne, le cantonnement de gendarmerie de l'autoroute de Maignon, ainsi que le plasticage de la voie ferrée à Biarritz lors de la venue de Pierre Joxe, ministre de la Justice, le 30 juin et l'incendie des locaux de l'antenne bayonnaise de la DDE[37].
- 11 janvier 1991 : revendication d'une série d'explosions contre des objectifs "touristico-immobiliers" pour lutter contre "les affairistes du béton" et mettre "un coup d'arrêt à l'expansion effrénée de l'immobilier touristique"[38].
- 3 mars 1991 : attentat contre l'agence EDF-GDF d'Orthez (Pyrénées-Atlantiques)[39].
- 16 mars 1996 : attentat contre le centre des impôts de Bayonne. La fillette du gardien est grièvement blessée par l'explosion d'une voiture piégée[40].
- 28 avril 1997 : attentat contre l'immeuble des douanes à Saint-Jean-Pied-de-Port[41].

- 29 mai 1997 : attentat contre le Mac Donald's de Saint-Jean-de-Luz[42]. Le communiqué de revendication comportait notamment ce commentaire : « Si Mme Alliot-Marie pense qu'un Mac Donald's est un exemple de développement économique, c'est que ses capacités à résoudre le chômage sont nulles. Quant au PS, s'il approuve les conditions de travail de ces établissements, qu'il le dise. »[43]

- 1998 : après la signature des accords de Lizarra (eu), IK déclare une trêve pour ne pas compromettre les négociations[44].
- 2000 : Philippe Bidart est condamné à 20 ans de prison pour complicité lors du procès de la fusillade de Léon en 1983[45].

- avril 2000 : IK reprend la lutte armée et revendique, auprès de l'AFP de Bayonne, un attentat à la bonbonne de gaz perpétré contre le bâtiment de l'ancienne gendarmerie de Lekunberri[46], mettant fin à une trêve de 18 mois observée depuis les accords de Lizarra (1998). Par la même occasion, IK revendique aussi la bonbonne de gaz et le dispositif de mise à feu découverte intacte devant un centre « Pierre et Vacances » en construction, sur la commune d’Arcangues (à 10 km de Bayonne)[47].
- 21 octobre 2000 : une agence immobilière déjà ciblée en 1991 et 1996 est plastiquée à Cambo-les-Bains. IK indique dans son bulletin interne Ildo que « dans le contexte actuel, il ne faut pas s'étonner de voir les actions à l'ordre du jour. »[48]

- janvier 2003 : un commando d'IK ouvre le caveau de la famille Dumont, à Carbon-Blanc, pour vérifier que ce n'est pas Jean-Louis "Popo" Larre qui s'y trouve[49] ; les analyses ordonnées par la justice concluent que ce sont bien les restes de Pascal Dumont[50] ; il s'agit de la dernière action revendiquée par Iparretarrak, bien que le groupe n'ait pas annoncé sa dissolution[51].

Un rapprochement avec Irrintzi, autre groupe armé actif durant la deuxième moitié des années 2000 qui utilise un mode opératoire similaire pour ses actions contre notamment la spéculation immobilière, est fait régulièrement dans les médias,.
Le 26 avril 2025 est dévoilée par l'association Lagundu une fresque en hommage à six membres d'Iparretarrak décédés lors d'actions du groupe (Txomin Olhagaray, Ramuntxo Arruiz, Didier Lafitte, Maddi Heguy, Christophe Istèque et Jean-Louis Larre) à Saint-Etienne-de-Baïgorry.

## Filmographie
- Sylvie Garat, IK, génération des autonomistes basques, 2014[58],[59]